# Trigonocéphalie
Cet article possède un paronyme, voir Trigonocéphale.
 Mise en garde médicale
La trigonocéphalie, également appelée déformation du crâne en feuille de trèfle est une forme de craniosynostose.
Elle est due à une soudure prématurée de la suture métopique.
Le crâne se présente avec un aspect triangulaire à sommet antérieur avec une bosse frontale et deux bosses pariétales.
La trigonocéphalie s'intègre généralement dans un contexte malformatif le plus souvent d'étiologie génétique (syndrome de Holtermüller-Wiedemann , microdélétion 9q22.3…).
Le traitement est chirurgical et de très bon pronostic.